# Hydrazide

Structure générale des carbohydrazides

paratoluènesulfonylhydrazide

Les hydrazides sont une classe de composés organiques possédant une fonction hydrazide, c'est-à-dire une liaison simple azote-azote (hydrazine) avec quatre substituants, l'un d'eux étant un groupe acyle. Leur structure générale est donc R1-E(=O)-NR2-NR3R4.
Selon la nature de l'atome E, les hydrazides peuvent être classés en divers sous-groupes : carbohydrazides (R-C(=O)-NH-NH2), sulfonohydrazides (R-S(=O)2-NH-NH2) et dihydrazides phosphoniques (R-P(=O)(-NH-NH2)2. La classe des sulfonylhydrazides inclut des composés comme le paratoluènesulfonylhydrazide, qui sont des réactifs utiles en chimie organique, par exemple dans la réaction de Shapiro. Le paratoluènesulfonylhydrazide peut être préparé par réaction entre le chlorure de tosyle et l'hydrazine.